# Udo von Bodelschwingh
Udo von Bodelschwingh (* 14. Dezember 1840 in Hamm; † 25. März 1921 in (Berlin-)Charlottenburg) war Erbe des Rittergutes Haus Heyde bei Unna, Offizier, zuletzt im Rang eines Obersten, später königlich-preußischer Zeremonienmeister und Kammerherr.

## Herkunft
Udo Friedrich Karl Gustav von Bodelschwingh entstammte dem alten westfälischen Adelsgeschlecht von Bodelschwingh und war das achte der elf Kinder des preußischen Finanzministers Carl von Bodelschwingh (1800–1873) und der jüngste der vier Söhne. Der ältere Bruder seines Vaters war der preußische Staatsminister Ernst von Bodelschwingh (1794–1854). Sein älterer Bruder Ernst (1830–1881) war später Landrat des Kreises Hamm. Durch seine ältere Schwester Ida (1835–1894) war er Schwager des später berühmten „Vater Bodelschwingh“ (1831–1910), der die v. Bodelschwinghschen Anstalten Bethel aufbaute. Da er der einzige männliche Überlebende der vier Brüder war, erbte er Haus Heyde im heutigen Unna-Uelzen einschließlich des nahe gelegenen Gutes Binkhoff in (Bönen-)Altenbögge.

## Lebenslauf
In Hamm, wo die Familie einen weiteren Wohnsitz hatte, besuchte er wie seine drei älteren Brüder das Gymnasium und legte dort 1860 zusammen mit seinem Bruder Gustav die Reifeprüfung ab. Zwischendurch, während der ersten Amtsperiode seines Vaters als preußischer Finanzminister, besuchte er ein Berliner Gymnasium.
Am 24. September 1874, mit 33 Jahren, heiratete er in Den Haag die dort am 8. Februar 1850 geborene Baronesse Ottolina d’Ablaing van Giessenburg. Sie hatten drei Kinder, alles Mädchen. Als erstes wurde am 13. Juli 1875 in Berlin Leopoldine geboren, die spätere Erbin von Heyde († 26. Januar 1937). Die zweite Tochter Elisabeth, in Berlin am 2. November 1876 geboren, starb dort schon mit drei Jahren. Das dritte Kind war die am 28. Dezember 1877 ebenfalls in Berlin geborene Agnes, die unverheiratet blieb und am 27. November 1929 starb.
Seine Frau Ottolina wurde nur 34 Jahre alt; sie starb am 3. März 1884 in Groß-Lichterfelde (heute Berlin-Lichterfelde).
Udo starb am 25. März 1921 in (Berlin-)Charlottenburg im Alter von 80 Jahren. Beigesetzt wurde er auf dem Friedhof von Haus Heyde, wo schon seine Frau Ottolina ruhte. Bei der Auflösung des Friedhofs im Januar 1938 wurden die Gebeine des Ehepaares auf den Friedhof von Haus Velmede im heutigen Bergkamen überführt, wo sie sich noch heute befinden. Auf Udos Grabplatte heißt es: HIER RUHT IN GOTT UDO FRHR. V. BODELSCHWINGH KGL. OBERST A. D. CEREMONIENMEISTER UND KAMMERHERR.
Auf seinem ererbten Gut Heyde lebte er nur selten, in der Regel nur einige Wochen im Jahr; sein Mittelpunkt war die Hauptstadt Berlin.

## Militärische Laufbahn
Am 19. April 1860, mit 19 Jahren, trat er als Fahnenjunker in das preußische Garde-Füsilier-Regiment ein. Am 19. September 1860 Beförderung zum Portepeefähnrich, am 9. März 1861 zum Sekonde-Lieutenant. Am 23. Juli 1861 erhielt er das Offizierspatent. Für drei Jahre, von 1862 bis 1865, war er Bataillons-Adjutant; ebenfalls für drei Jahre, von 1863 bis 1866, auch untersuchungsführender Offizier.
Im Rang eines Leutnants nahm er 1866 wie seine drei Brüder am „Deutschen Krieg“ und an der Entscheidungsschlacht von Königgrätz teil. Als Auszeichnung erhielt er den Kronenorden IV. Klasse. Am 22. März 1868 wurde er zum Premier-Leutnant befördert. Vom 1. Oktober 1868 bis zur Mobilmachung für den Deutsch-Französischen Krieg 1870/71 war er zur Kriegsakademie abkommandiert. Auch an diesem Krieg nahm er teil. Als Auszeichnungen erhielt er das Eiserne Kreuz II. Klasse und den Roten Adlerorden III. Klasse. Am 1. Januar 1873 wurde er zum Hauptmann und Kompaniechef ernannt. Dann erfolgte am 15. April 1882 – nach 22 Jahren Dienst im Garde-Füsilier-Regiment – seine Versetzung zur Hauptkadettenanstalt in Groß-Lichterfelde. Am 22. Juli 1884 wurde er bei der Hauptkadettenanstalt zum Major und Bataillons-Kommandeur befördert. Zum 14. Mai 1890, im Alter von 49 Jahren und im Rang eines Oberstleutnants, erhielt er den Abschied bewilligt, verbunden mit Pension und dem Recht zum Tragen der Garde-Füsilieruniform.
Am 28. Oktober 1895 erfolgte seine Ernennung zum königlich preußischen Kammerherrn, am 18. Januar 1901 zum Obersten, schließlich am 27. Januar 1910 zum königlich preußischen Zeremonienmeister.
Außer den in den beiden Feldzügen erworbenen Orden war er Träger des Kronenordens II. Klasse am Ring und des Johanniter-Ordens.

## Umgang mit der kaiserlichen Familie
Da Udo von Bodelschwingh mit 49 Jahren als Oberstleutnant seine aktive Offizierslaufbahn beendete, dann aber später in Abständen zum Kammerherrn, zum Oberst und schließlich zum Zeremonienmeister ernannt wurde, ist zu vermuten, dass er weiterhin verdienstvoll für den Staat tätig war. Zumindest ist anzunehmen, dass er demjenigen, der diese Titel vergab, nämlich Wilhelm II., damals preußischer König und Kaiser des Deutschen Reiches, näher verbunden war. „Kammerherr“ und „Zeremonienmeister“ waren so genannte Hoftitel, die als Auszeichnung an hochrangige Personen verliehen wurden, die am Hofe verkehrten, ohne dass sie deswegen ein bestimmtes Amt ausüben mussten.
Alle Umstände sprechen dafür, dass Udo viele Jahre in engem persönlichen Kontakt zu Mitgliedern der kaiserlichen Familie stand. Beim Geheimen Staatsarchiv in Berlin liegen jedoch insoweit keine Unterlagen vor.